# Wilhelm Gustloff (transatlantico)
La motonave Wilhelm Gustloff è stata una nave passeggeri della compagnia tedesca Kraft durch Freude (KdF) divenuta tristemente famosa per essere stata affondata il 30 gennaio 1945 nel Mar Baltico da un sommergibile sovietico nel corso della seconda guerra mondiale. L'azione bellica causò la morte di circa 9.000 persone, passando alla storia come il più grave affondamento mai registrato per numero di vittime coinvolte.

## Storia
La Wilhelm Gustloff fu varata nel 1937 ed era il gioiello della Kraft durch Freude (KdF) tedesca. Costruita dalla Blohm & Voss di Amburgo era lunga oltre 200 metri e aveva una stazza di 25.484 tonnellate. La KdF era alla dipendenze della DAF (Deutsche Arbeitsfront), la quale sostituendo i sindacati aveva lo scopo di controllare e guidare l'intera forza lavoro tedesca.
La nave, che originariamente doveva chiamarsi Adolf Hitler, prese invece il nome da Wilhelm Gustloff, fondatore e capo della sezione elvetica del partito nazionalsocialista, assassinato il 4 febbraio 1936 a Davos dallo studente ebreo David Frankfurter che aveva deciso di compiere questo atto sperando di scuotere il popolo ebraico, esortandolo a combattere contro l'oppressione del nazismo.
La Gustloff era la nave ammiraglia della flotta KdF. Questa possedeva numerose altre navi, altrettanto grandi e famose, e con una storia analoga, ma la Gustloff era unica in quanto a lusso e sfarzosità. Numerose furono le crociere nell'Oceano Atlantico, nel Mar Mediterraneo e nei mari del Nord, indirizzate più alla classe lavoratrice tedesca che alla ricca borghesia, in linea con le attività della propaganda di regime.
Nel maggio del 1939, quattro mesi prima dell'inizio della seconda guerra mondiale, la Gustloff si affiancò ad altre quattro navi della KdF, la Robert Ley, la Der Deutsche, la Stuttgart e la Sierra Cordoba, ed infine la Oceana (non facente parte della KdF). Tutte queste navi avevano il compito di trasportare la legione Condor dalla Spagna alla Germania in seguito al successo nella guerra civile spagnola nella quale aveva combattuto contro le forze repubblicane sconfitte dai nazionalisti franchisti. Arrivata nel porto di Vigo, scaricò molto materiale medico necessario alle organizzazioni di volontariato e sanitarie spagnole. Caricò poi 1.400 uomini e il 30 maggio 1939, arrivata nelle acque tedesche, fu scortata nel porto di Amburgo in una parata di navi e manifestazioni di benvenuto.

### Nave ospedale

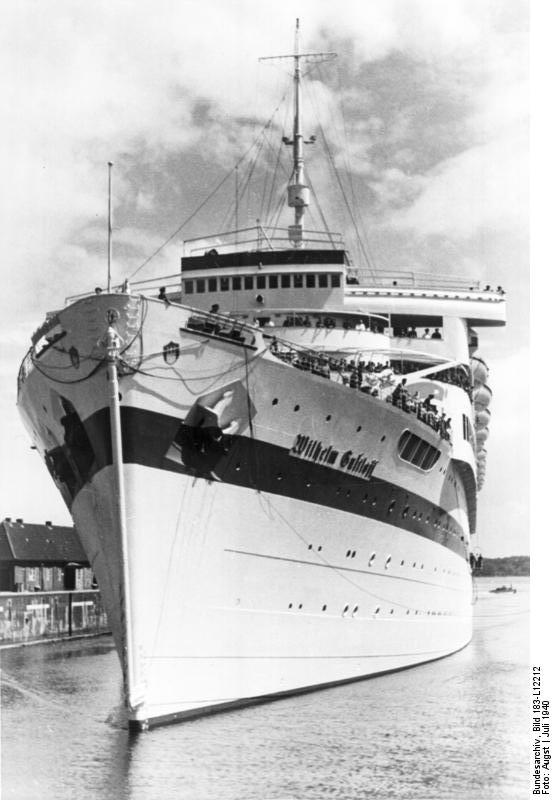
L'imponente prora

Nel settembre del 1939, le forze armate tedesche trasformano ufficialmente la Gustloff in nave ospedale a disposizione della Kriegsmarine. Fu classificata in Lazarettschiff D, trovarono posto feriti tedeschi e di altre nazioni. L'uso di questa nave era strettamente monitorato e seguiva un rigido protocollo di procedure internazionali. Infatti, era completamente stata riverniciata di bianco, con una banda verde lungo tutta la carena su entrambi i lati, ed infine numerose croci rosse sul ponte, sul fumaiolo e sui lati. Su queste navi era proibito trasportare alcun tipo di materiale da guerra, sia offensivo sia difensivo, quindi nessun tipo di munizioni o armamento doveva essere caricato sulla Gustloff.
Il primo impiego della nave ospedale fu nella zona di Danzica al termine della campagna polacca. Rimase alla fonda nella baia per molte settimane, e supportava le numerose operazioni di guerra nella zona di conflitto sovietica, infatti tutti i soldati feriti venivano portati sulla Gustloff. Altre azioni erano di affiancamento della flotta della KdF come la Stuttgart, la Der Deutsche e molte altre.
Dal maggio del 1940 fino al luglio dello stesso anno, la Gustloff era in servizio nella zona di Oslo in Norvegia, come ospedale galleggiante durante la campagna di Norvegia. Lasciò Oslo con a bordo 560 tra feriti e passeggeri.
Durante l'estate del 1940, alla Gustloff venne ordinato di prepararsi per le operazioni di invasione dell'Inghilterra, ma tale opzione fu cancellata da Adolf Hitler. Ancora una volta salpò allora da Oslo con altri 414 feriti.
Subito dopo questo viaggio terminò il servizio di nave ospedale, e navigò in direzione Gotenhafen. Venne ridipinta nel colore grigio delle navi da guerra e tramutata in una nave caserma al servizio della Kriegsmarine, attraccata nel porto di Gotenhafen.

### Nave caserma
La Gustloff sotto la 1ª Divisione Unterseeboote, e poi sotto la 2ª Divisione Unterseeboote, rimase all'ancora a Gotenhafen per oltre quattro anni. Poi nel gennaio del 1945 fu precipitosamente rimessa in servizio, per prendere parte all'Operazione Annibale che consisteva nel recupero e nel trasporto di milioni di rifugiati, soldati e feriti. Tutte le più grandi navi della KdF vennero utilizzate per questa imponente operazione nei porti di Danzica, Gotenhafen, Pillau. Vennero utilizzate le seguenti navi: Cap Arcona (27.561), Robert Ley (27.288), Hamburg (22.117), Deutschland (21.046), Potsdam (17.528), Pretoria (16.662), Berlin (15.286), Goya e molte altre. Fu la più imponente evacuazione di tutta la storia, vennero trasportati circa un milione di persone, messi al sicuro dall'avanzata sovietica.
Una volta terminata la guerra, le operazioni di soccorso poterono considerarsi un successo, in quanto furono trasportate oltre due milioni di persone. Tuttavia perirono dalle 25.000 alle 30.000 persone, soprattutto in seguito agli affondamenti della Gustloff e del Goya che provocarono da soli oltre 15.000 morti. Considerando il numero di persone trasportate, le condizioni climatiche e il periodo di guerra, tale operazione fu comunque un successo della macchina di soccorso tedesca.

### L'affondamento

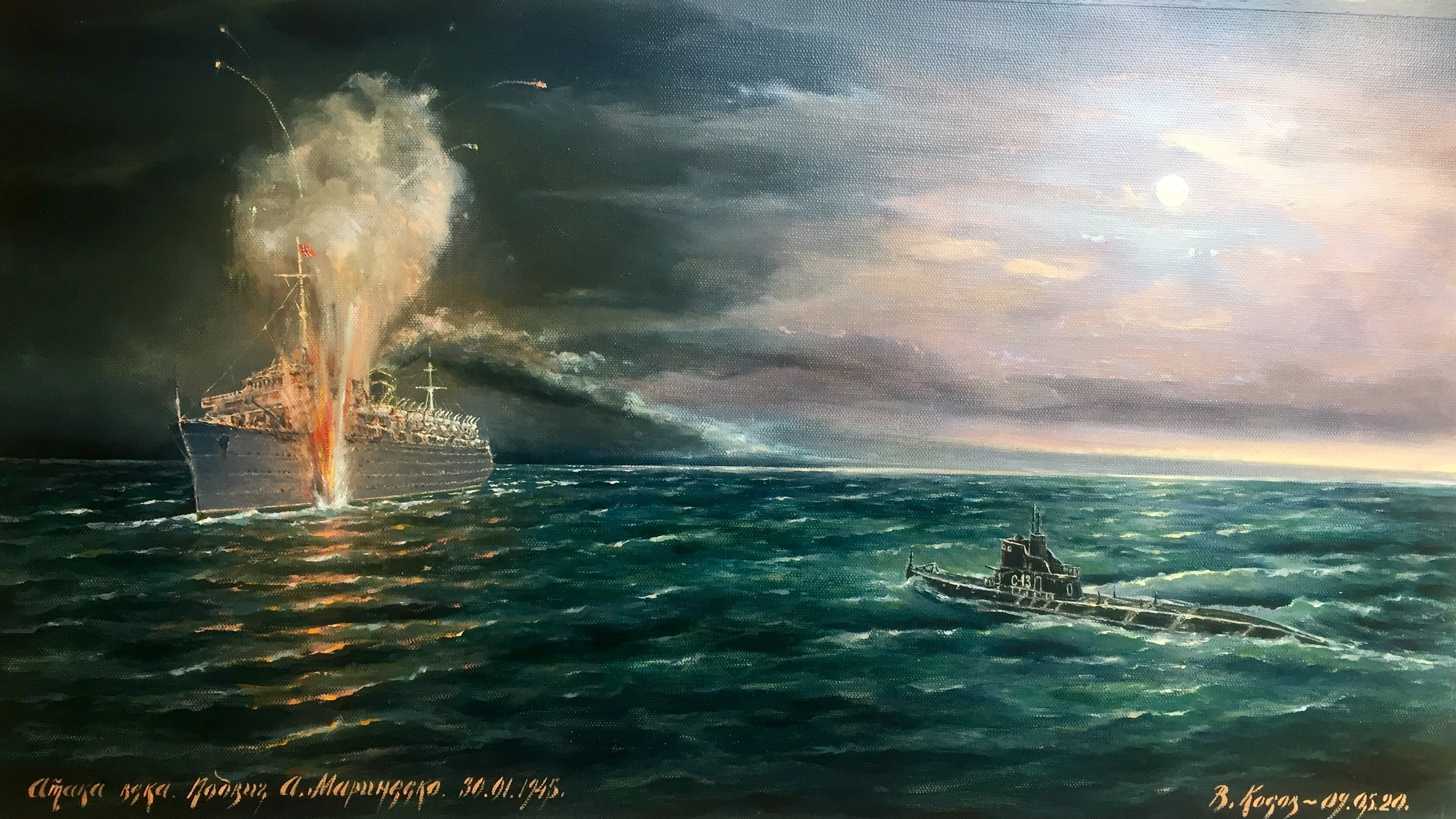
"Attacco del secolo. Morte di Wilhelm Gustloff", un dipinto raffigurante il siluramento della Gustloff

Quando la Gustloff lasciò la protezione del porto di Gotenhafen il 30 gennaio 1945, le condizioni climatiche erano pessime, con vento molto forte, neve e una temperatura di dieci gradi sotto lo zero. Molti blocchi di ghiaccio galleggiavano nel mar Baltico. Le possibilità di sopravvivere per un affondamento, in un mare così freddo e con un tempo come quello, erano nulle.
La Gustloff iniziò il proprio viaggio senza alcuna scorta, armata solo di qualche armamento antiaereo, mentre nessuna difesa antisommergibile era installata.
La lista dei passeggeri comprendeva 918 ufficiali, 173 membri dell'equipaggio, 373 membri delle Unità Navali Ausiliarie formata esclusivamente da donne, 162 feriti, e 4.424 rifugiati, per un totale di 6.050 persone. Tuttavia, la lista ufficiale di carico non teneva conto delle centinaia di persone che avevano preso posto sul ponte della Gustloff. Infatti, nuove ricerche dimostrano che il numero totale di persone al momento dell'affondamento era superiore a 10.000. La più attendibile ricerca fu quella di Heinz Schon che divise il numero di persone come segue: 8956 rifugiati, 918 tra ufficiali e membri della 2. Unterseeboot-Lehrdivision, 373 donne delle Unità Ausiliarie, 173 uomini delle forze navali, e 162 soldati feriti per un totale di 10.582 persone a bordo.
Alle 21:08 del 30 gennaio 1945 (21:08 orario a Gotenhafen, 23:08 orario di Mosca), il sommergibile russo S-13 comandato dal capitano di corvetta Aleksandr Ivanovič Marinesko, lanciò quattro siluri contro la Gustloff. Il primo siluro colpì la nave a prua direttamente sotto la linea di galleggiamento. Immediatamente la Gustloff piegò a dritta. Furono lanciati subito i razzi di segnalazione e il segnale di SOS. Il secondo siluro colpì la Gustloff nell'area della piscina facendo esplodere completamente quella zona, ed infine il terzo siluro colpì la sala motori devastando l'intero scafo. Presto il castello di prua venne sommerso quasi completamente, mentre la poppa si alzava sopra il livello del mare. Parte delle scialuppe rimasero inutilizzate a causa dei sostegni congelati. In circa cinquanta minuti, la Gustloff affondò nelle fredde acque del mar Baltico, portando con sé oltre 9.000 persone, mentre i sopravvissuti furono solo 1.320.
L'affondamento della Gustloff fu di gran lunga il più grave e spaventoso affondamento nella storia navale. Nessun'altra tragedia in mare ha avuto perdite di vite umane così pesanti.

## Citazioni nei media
Nel 2002 lo scrittore tedesco Günter Grass ha raccontato la vicenda di questo transatlantico in Il passo del gambero.
Nel 2016 la scrittrice lituana Ruta Sepetys ha romanzato nel libro "Ci proteggerà la neve" la storia di questo tragico affondamento.